# Albert von Brunn (Astronom)
Albert von Brunn (* 19. September 1880 in Köthen; † 28. Dezember 1940 in Potsdam) war ein deutscher Astronom.

## Leben und Werk
Albert von Brunn stammt aus der briefadeligen Familie von Brunn, die im Fürstentum Anhalt-Köthen 1835 nobilitiert wurde, hier der Arzt Wilhelm Johann Brunn. Die weiteren Vorfahren waren zunächst auch Mediziner, dann Bergräte und Offiziere. Sein gleichnamiger Vater Albert von Brunn (* 1841) war Arzt, herzogl.-anhalt. Medizinalrat und Kreisphysikus, die Mutter war Margarete Blacke (* 1853). Sein Bruder Julius von Brunn wurde Hauptmann und Kreisdirektor.
Er studierte zwischen 1899 und 1904 an den Universitäten Leipzig, Würzburg und Göttingen. 1904 promovierte er in Göttingen (Die Säkularbeschleunigung des Mondes). Danach war er an der Universität Heidelberg (bei Wilhelm Valentiner) und habilitierte sich 1909 an der Technischen Hochschule Danzig, wo er 1920 Direktor des (astronomisch-meteorologisch-nautischen) Observatoriums wurde (nach Dienst im Ersten Weltkrieg als Meteorologe bei der Armee). 1922 wurde er Honorarprofessor, trat aber 1926 als Direktor des Observatoriums zurück. Von 1926 bis 1928 war er an der Sternwarte in Breslau beschäftigt, von 1929 bis 1940 am Einstein-Institut in Potsdam.
Brunn beschäftigte sich mit astronomischer Zeitmessung, Theorie der Refraktion und Himmelsmechanik. 1920 erschienen in Danzig seine Bemerkungen zum Dreikörperproblem. Er war auch an einer Expedition zur Überprüfung der Allgemeinen Relativitätstheorie durch Beobachtung der Lichtablenkung von Sternen nahe der Sonne bei einer Sonnenfinsternis von Erwin Freundlich 1929 beteiligt, obwohl er der Theorie skeptisch gegenüberstand.

## Genealogie
- Gothaisches Genealogisches Taschenbuch der Adeligen Häuser. Alter Adel und Briefadel. 1919. 13. Jg., Justus Perthes, Gotha 1918.
- Gothaisches Genealogisches Taschenbuch der Adeligen Häuser. Alter Adel und Briefadel. 1921. 15. Jg., Justus Perthes, Gotha 1920, S. 99.